# AWS (band)
AWS er et ungarsk metalband, der består af Bence Brucker, Dániel Kökényes, Örs Siklósi, Áron Veress og Soma Schiszler. Gruppen repræsenterede Ungarn i Eurovision Song Contest 2018 med sangen "Viszlát nyár" De opnåede en 21. plads i finalen. Forsangeren (Örs Siklósi) blev diagnoseret med Leukæmi i Juni 2020, og døde som 29-årig, den 5. februar 2021. 